# Myrteta unio
Myrteta unio là một loài bướm đêm trong họ Geometridae.